# Abdurrahman Mustafa
Abdurrahman Mustafa (nacido en 1964) es un político sirio turcomano que es el actual presidente de la Asamblea siria turcomana, la organización paraguas de los movimientos políticos turcomanos en Siria y el líder político del movimiento nacional turcomano de Siria. El 6 de mayo de 2018, fue elegido como jefe de la Coalición Nacional Siria.
Después de haber servido como uno de los miembros fundadores de la Plataforma siria turcomana, la organización política predecesora de Turkmen que se fundó el 15 de diciembre de 2012, Mustafa fue elegido como el primer Vicepresidente de la Asamblea siria turcomana después de su fundación el 29 de marzo de 2013 con una ceremonia oficial donde Samir Hafız fue elegido como el primer presidente de la asamblea y el entonces primer ministro turco Recep Tayyip Erdoğan, el entonces ministro de Asuntos Exteriores Ahmet Davutoğlu, el entonces presidente de la Coalición Nacional para las Fuerzas de la Oposición y la Revolución Siria Moaz al-Khatib y políticos de oposición turcos del Partido Republicano del Pueblo (CHP) y el Partido de Acción Nacionalista (MHP) asistieron y pronunciaron discursos.
Después de la segunda reunión general de la asamblea, Mustafa fue elegido como presidente de la Asamblea siria turcomana con la mayoría de los votos de 360 delegados turcomanos sirios emitidos durante las elecciones de la asamblea del 10 de mayo de 2014. Políticos como el ministro turco de Asuntos Exteriores Ahmet Davutoğlu, el Presidente de la Coalición Nacional para las Fuerzas de la Oposición y la Revolución Siria George Sabra, Erşat Hürmüzlü, Mehmet Şandır, Fuat Oktay y Ahmet Tuma asistieron personalmente a la reunión, mientras que el expresidente turco Abdullah Gül, el ex primer ministro turco Recep Tayyip Erdoğan, el presidente de la Gran Asamblea Nacional, Cemil Çiçek, y el líder del Partido Republicano del Pueblo, la principal oposición turca, Kemal Kılıçdaroğlu, enviaron discursos y felicitaciones que se abordaron en la reunión. Desde que asumió la presidencia, las actividades de Mustafa y la asamblea se intensificaron dramáticamente, incluyendo la designación de las Brigadas de Turcomanas Sirias como el ala militar de la asamblea, la declaración oficial de la bandera turcomana siria, ataques más coordinados que buscan el beneficio de la oposición turcomana y siria y una coordinación y cooperación más fuertes con Estados Unidos y Turquía en la lucha contra el EIIL en la línea Azaz - Jarabulus, convirtiéndose en una organización clave con la cual Estados Unidos tiene estrechos vínculos y declara como "rebeldes/ oposición moderada". Como resultado, Mustafa se convirtió en un líder turcomano y un personaje clave de la Guerra Civil Siria para Turquía en primer lugar. 
Continúa sirviendo como presidente de la asamblea, recibiendo apoyo abierto de Turquía y los Estados del Golfo, a saber, Arabia Saudita (antes de la división) y Catar, también recibiendo el apoyo de Estados Unidos debido a ser parte de "los moderados de oposición".
La Asamblea turcomana siria , bajo el liderazgo de Mustafa, ha estado representando oficialmente a los turcomanos sirios en las conversaciones de paz en marcha sobre Ginebra en Siria como parte diplomática oficial de la Oposición siria con 1 a 3 delegados turcomanos, todos encabezados por Abdurrahman Mustafa.

## Vida

### Personal
Abdurrahman Mustafa nació en 1964, en la aldea turcomana de Tell Hajar (turco : Taşlıhüyük) en la gobernación de Alepo en Siria. Mustafa es de origen turco y de etnia turcomana siria. Está casado. 

### Educación
Mustafa asistió a la Escuela de Comercio de la Universidad de Alepo y se graduó en 1984 con un título en Negocios/Administración. 

### Negocios
Después de la graduación, Mustafa trabajó para varias compañías. Recibió importantes cargos internacionales a partir de 1988 cuando Mustafa fue nombrado Director de Finanzas y Administración de Libia para Kotaman A.Ş, y luego ascendió a Director Regional de la compañía.  Mustafa estuvo involucrado en el comercio entre 1993 y 1996 en Bulgaria y Turquía. En 1996, comenzó a trabajar para el Grupo turco Özkesoğlu y sirvió en oficinas internacionales como el Director regional de Libia y más tarde Siria hasta que dejó el negocio en 2012 y se involucró en política con el comienzo de la Guerra Civil siria en 2011. 
Mustafa es capaz de comunicarse con habilidad en turco y árabe, y también sabe inglés.